# زیردریایی یو-۴۰۴
زیردریایی یو-۴۰۴ (به انگلیسی: German submarine U-404) یک زیردریایی بود که طول آن ۶۷٫۱ متر (۲۲۰ فوت ۲ اینچ) بود. این زیردریایی در سال ۱۹۴۰ ساخته شد.